# Devon-sziget
A Devon-sziget a Parry-szigetek egyike a Kanadai szigettengerben, az északi mágneses sarkhoz közel. Először William Baffin látta meg 1616-ban, de csak kétszáz évvel később, 1818-ban érte el John Ross, majd a következő évben sir William Edward Parry — ő adta a sziget nevét.
Hossza 520 km, szélessége 130–160 km, területe 54 030 km². Így a Föld legnagyobb lakatlan szigete. Keleti része eljegesedett magasföld; legmagasabb pontja a Treuter-hegységben 1887 m magas. Nyugaton a Queens-csatorna választja el a Bathurst-szigettől és a Cornwallis-szigettől.
Fő természetrajzi érdekessége a Haughton becsapódási kráter. 1960-tól a kanadai Arctic Institute of North America állomása működött rajta, majd 2000 nyarától a Flashline Mars Arctic Research (FMARS) projekt keretében a marsi körülményeket szimuláló bázis.